# Anthy (méthode de saisie)
Pour les articles homonymes, voir Anthy-sur-Léman.
Anthy est un logiciel libre de méthode d'entrée pour la saisie d'écriture japonaise pour environnement Unix. Il s'agit d'un module utilisé au sein de gestionnaires de méthodes de saisies, telles que iBus ou Fcitx ou l'ancien système SCIM,